# Katolikus Asszonyok és Lányok Szövetsége
Katolikus Asszonyok és Lányok Szövetsége (röviden KALÁSZ) olyan magyar alapítású katolikus lelkiségi mozgalom, amely a római katolikus egyház tanítását vallva fő feladatának tekinti a lányok katolikus keresztény szellemű erkölcsi nevelését.

## Története
Luczenbacher Rita pettendi földbirtokoslány birtokán kezdett el keresztény szellemben foglalkozni az ott élő lányokkal. Stettner Andrea szerzetesnővér Erdélyben végezte ugyanezt a munkát az erdélyi katolikus nőmozgalom irányítására 1926-ban, Aradon alapított Erdélyi Katolikus Nőszövetség keretében. Ők ketten alapították meg 1936-ban Magyarországon a KALÁSZ-t, Katolikus Lánykörök Szövetsége néven, Shvoy Lajos püspök pártfogásával. Martonvásáron tartották az első összejövetelt. Az egyesület eleinte a falusi lányokkal foglalkozott, mivel ők szorultak leginkább arra, hogy elemi iskolai tanulmányaik lezárása után tovább műveljék, neveljék őket. A mozgalom gyorsan terjedt, sorra alakultak a lánykörök, a lányok népfőiskolákon és egyéb tanfolyamokon vettek részt. 1946. évi betiltása idején mintegy 60 ezer taggal rendelkezett. Egyes plébániákon 1950-ig tudták folytatni a tevékenységüket „Egyházközségi lánycsoportok” fedőnéven. A mozgalom 1989-ben kezdte meg újra működését – ekkor már nem csak a falvak, hanem a városok területén is. 1990-ben jegyezték be hivatalosan, mint egyesületet. Neve megmaradt, de a rövidítés jelentése változott: Katolikus Asszonyok-Lányok Szövetsége lett. Ugyanis azok a lányok, akik egykor tagjai voltak, nagymamák lettek, és unokáikat hozták a KALÁSZ-ba. A KALÁSZ tagsága közel 900 fő, de jelentős pártoló tagságuk is van. Az egyesület tagjai részben az idősebb generációkból, még a szövetség feloszlatása előtti időből származó egykori lánycsoportok tagjaiból kerülnek ki, ők képezik nagymama-csoportjaikat. Szervezetükhöz azonban egyre több fiatal is csatlakozik. Az alapítók céljait is figyelembe véve programjaikat elsősorban nekik szervezik. Körülbelül 80 csoportjuk van, amelyek helyileg önállóan működnek, és tartják a kapcsolatot a vezető, budapesti csoporttal.

## Tevékenysége
A KALÁSZ célja a keresztény értékek közvetítése, erősítése, a lányok felkészítése a női hivatás betöltésére és a társadalom újjáépítésének segítése a családokon keresztül. Legfőbb feladatának tekinti, hogy a katolikus keresztény erkölcs szellemében készítse fel a lányokat sajátos női hivatásukra: a hitvesi és a családanyai szerepre, az otthont teremtő, életet ápoló és gondozó szeretetre. Megpróbálnak tenni azért, hogy becsülete legyen a házasságig megőrzött tisztaságnak és a sírig tartó hűségnek. Emellett a nemzeti értékek, hagyományok őrzését is fontosnak tartják.
Tevékenységeik körébe tartoznak a 6-16 éves lányok részére rendszeresen, egy évben több alkalommal is megrendezett nyári hagyományőrző és honismereti táborok, a családi életre felkészítő, fiataloknak szóló kurzusok, kézműves-, főző- és tánctanfolyamok, melyeket az ország több településén rendeznek meg. A táborokban minden nap szentmisére mennek, esténként pedig lelki beszélgetést folytatnak imádsággal. Az imában az Isten iránti személyes kapcsolatra helyezik a nagyobb hangsúly. Az erkölcsi nevelés beszélgetéseken keresztül folyik, például főzés közben. A lányok a  táborokba elhozzák kedvenc receptjeiket és közösen főznek, sütnek. Szinte minden napra beiktatnak valamilyen történelmi, nemzeti emlékhelynek vagy kiállításnak a megtekintését. Országos szinten rendszeresen lelkigyakorlatokat, zarándoklatokat rendeznek. Csoportjaik vezetői évente egyszer egymással is találkoznak. Évente két alkalommal háromnapos nyitott lelkigyakorlaton vesznek részt, minden hónap első hétfőjén nyílt napot tartanak a budapesti központjukban. „Tíz falu, egy asztal” mozgalmuk nemzetközi hírre tett szert. Szent Istvántól ered a gondolat, hogy 10 falunak legyen egy közös temploma. Ezt a gondolatot elevenítették fel a millecentenárium jegyében, és azóta számos alkalommal az ország különböző tájain egy-egy falu meghívja a szomszédos tíz egyházközséget egy napra, ahol az oltárasztalnak, majd a terített asztalnak közösségében építik a lelki és fizikai közösséget tapasztalatcserével, kulturális programokkal. Az egyesület saját kiadásában jelenteti meg kéthavonta az „Új Kalász” című folyóiratot. Kiadványai között egyaránt szerepel imakönyv, betlehemes játékok szövegkönyve, táncok gyűjteménye és szakácskönyv.
Az idős Kalász-tagok a templomokban rendben tartják a virágokat, a templomkertet, az oltárterítőt. Ők vezetik a rózsafüzért, eljárnak a litániákra, látogatják a betegeket, ebédet visznek a rászorulóknak. Műsort szerveznek az ünnepekre, életben tartják a betlehemes játékokat, a „Szállást keres a Szentcsalád” hagyományát. De a települések világi ünnepein is lehet rájuk számítani: süteményt sütnek, háziasszonykodnak, énekelnek.
Az egyesület teljes jogú tagja a WUCWO-nak (World Union of Catholic Women Organisations – Katolikus Női Szervezetek Világszövetsége) és az ICRA-nak (International Catholic Rural Association – Katolikus Falusi Világszövetség). Megfigyelőként bekapcsolódnak az Actio Catholica Nemzetközi Fórumának munkájába is.

### Tagság
Ha valaki csatlakozni kíván hozzájuk, akkor egy évig valamelyik csoport életébe bekapcsolódva felkészül. Egy év után szentmise keretében ünnepélyesen ígéretet tesz arra, hogy hitéhez hű lesz, az Egyház szolgálatát készséggel vállalja, egyházközségét szolgálja. Egy jelvényt és emblémát kap az ígérettévő.
A lányköri tagok tízparancsa:
1. Szent vallásom törvényeit ismerem és megtartom.
2. Lelkiismeretesen végzem minden munkámat.
3. Ahol tudok, szolgálatkész szeretettel segítek.
4. Vezetőimnek szívesen és pontosan engedelmeskedem.
5. Egyszerűen viselkedem, és őszintén beszélek.
6. Haragot soha, senkivel nem tartok.
7. Távollevőkről vagy jót, vagy semmit nem mondok.
8. A jónak, szépnek örülök, ha baj ér, nem panaszkodom.
9. A Lánykör javát és jó hírét, ha kell, áldozatok árán is szolgálom.
10. Vezetőm tudta és engedélye nélkül más egyesületbe nem lépek, ott még csak nem is szerepelek.